# Caja de los Guerreros
La Caja de los Guerreros es una pieza arqueológica de época ibera hallada en 2010 en la necrópolis de Piquía, en el yacimiento de la Cuesta del Parral, situado en el municipio jiennense de Arjona (España). Se trata de una urna funeraria de pequeño tamaño, con forma aproximadamente cúbica y labrada en piedra caliza, y con una cronología en torno al siglo I a. C. En sus laterales presenta cuatro bajorrelieves mostrando diferentes escenas de lucha entre varios guerreros.

## Descripción
La caja está labrada en un único bloque de piedra caliza, con unas dimensiones de 15,5 cm de altura, 21 cm de longitud y 17,2 cm de profundidad. La particularidad de las escenas es que no se aprecian rasgos culturales romanos, pese a estar datada dos siglos después de la conquista romana, lo que señala la pervivencia todavía de un concepto de la muerte ibero. El recipiente tiene una tapadera de 20 por 19 cm, con una fractura en un lado menor y la pérdida completa del otro. La tapa presenta una doble línea perimetral y dos diagonales también de doble línea que se cruzan en el pomo, de forma cilíndrica sobre pequeña basa y rematado por un doble aro adosado.
Su interior albergaba los restos calcinados de un hombre y una mujer, siguiendo el rito habitual de incineración propio de la cultura ibérica. Según los análisis forenses de la Universidad Complutense de Madrid, ambos cuerpos fueron quemados a una temperatura inferior a 800 °C, sin conseguir una combustión completa; una vez finalizada, los restos óseos fueron recogidos minuciosamente de la pira y depositados en el interior, como lo demuestra la presencia de pequeños huesos de las manos o los pies. Los análisis han permitido aventurar la fisonomía de ambos individuos, de aspecto grácil la mujer y de complexión atlética el hombre.